# Indiana Jones and the Dial of Destiny
Indiana Jones and the Dial of Destiny is een Amerikaanse avonturenfilm uit 2023, geregisseerd door James Mangold. Het is het vijfde deel uit de Indiana Jones-filmserie en de eerste film die niet geregisseerd werd door Steven Spielberg.

## Verhaal
In 1969 is de ruimtewedloop in volle gang. De Amerikaanse archeoloog en avonturier Indiana Jones maakt zich zorgen over het feit dat de Amerikaanse regering voormalige nazi's heeft gerekruteerd om de Sovjet-Unie te helpen verslaan. Zijn peetdochter, Helena Shaw, vergezelt hem op zijn reis. Ondertussen heeft Jürgen Voller, een NASA-lid en ex-nazi, betrokken bij het maanlandingsprogramma, andere plannen.

## Rolverdeling
| Acteur                 | Personage                            |
| ---------------------- | ------------------------------------ |
| Harrison Ford          | Dr. Henry Walton "Indiana" Jones jr. |
| Phoebe Waller-Bridge   | Helena Shaw                          |
| Mads Mikkelsen         | Dr. Jürgen Voller                    |
| Antonio Banderas       | Renaldo                              |
| John Rhys-Davies       | Sallah                               |
| Shaunette Renée Wilson | Mason                                |
| Thomas Kretschmann     | kolonel Weber                        |
| Toby Jones             | Basil Shaw                           |
| Boyd Holbrook          | Klaber                               |
| Olivier Richters       | Hauke                                |
| Ethann Isidore         | Teddy Kumar                          |
| Karen Allen            | Marion Ravenwood                     |
| Martin McDougall       | Durkin                               |
| Alaa Safi              | Rahim                                |
| Nasser Memarzia        | Archimedes                           |
| Ian Porter             | Bob de Barman                        |
| Billy Postlethwaite    | Professor Donner                     |
| Corrado Invernizzi     | Luigi de Italiaanse ingenieur        |
| Mark Kileen            | Pontimus                             |

## Productie

### Achtergrond
In 1979 sloten George Lucas en Steven Spielberg een deal met Paramount Pictures voor vijf Indiana Jones-films. In april 2008 zei Harrison Ford dat hij zou terugkeren als Indiana Jones voor een vijfde film als het niet nog eens twintig jaar zou duren om deze te ontwikkelen, verwijzend naar de lange ontwikkeling van Indiana Jones and the Kingdom of the Crystal Skull (2008), die een maand later werd uitgebracht.
In oktober 2012 verwierf The Walt Disney Company Lucasfilm, waardoor het moederbedrijf de eigendomsrechten kreeg op de Indiana Jones-franchise. In december 2013 kocht Walt Disney Studios de distributie- en marketingrechten voor toekomstige Indiana Jones-films van Paramount, waarbij deze laatste studio de distributierechten voor de eerste vier films behield en "financiële deelname" ontving voor eventuele extra films. De film werd de eerste in de Indiana Jones-serie die werd gecoproduceerd door Walt Disney Pictures en Lucasfilm. Met de overname in 2012 gaf Lucasfilm Indiana Jones 5 door aan de nieuwe president van Lucasfilm, Kathleen Kennedy. Lucasfilm was van plan zich te concentreren op de Star Wars-franchise voordat ze aan een vijfde Indiana Jones-film verder werkten.

### Pre-productie
In maart 2016 kondigde Disney aan dat de vijfde film op 19 juli 2019 zou worden uitgebracht, waarbij Ford zijn rol opnieuw zou spelen. Spielberg zou de film regisseren, met Kennedy en Marshall als producenten. Ford ontving US$ 10-12 miljoen voor zijn rol. In 2017 werd de releasedatum van de film verschoven naar 2020, omdat Spielberg druk bezig was met Ready Player One (2018) en The Post (2017). Koepp zei "we hebben een script waar we vooral blij mee zijn", en bevestigde dat het personage van Shia LaBeouf, Mutt Williams, niet in de film zou verschijnen. Spielberg koos Indiana Jones 5 als zijn volgende film, waarvan de productie in april 2019 in het Verenigd Koninkrijk zou beginnen. In februari 2020 trad Spielberg terug als regisseur, omdat hij de filmreeks wilde doorgeven aan een nieuwe filmmaker voor een nieuw perspectief. Het filmen zou later in 2020 beginnen en de release van de film werd vervolgens uitgesteld tot 2022 en uiteindelijk 2023. James Mangold werd in mei 2020 bevestigd als regisseur, toen hij aan een nieuw script begon te werken.

### Filmopnames
De filmopnames begonnen op 4 juni 2021 in het Verenigd Koninkrijk. Opnamelocaties waren onder meer Pinewood Studios en Bamburgh Castle. Er werden ook scènes gefilmd op de North Yorkshire Moors Railway nabij Grosmont. Halverwege juni vonden er opnames plaats op het Leaderfoot Viaduct in Schotland, terwijl een motorachtervolging werd opgenomen in het Schotse dorp Glencoe. Andere Schotse filmlocaties waren Biggar, South Lanarkshire. Later in juni verhuisden de opnamen op locatie naar Hackney, een district in het oosten van Londen. 
In september 2021 verhuisde de productie naar Sicilië, Italië. Het filmen begon in de stad Syracuse met locaties zoals de Oor van Dionysius-grot, de Grotta Dei Cordari, het archeologische park Neapolis en Castello Maniace. Latere opnamelocaties op Sicilië waren onder meer de stad Cefalù en de provincie Trapani. De laatste locatie omvatte onder meer opnames in de steden Castellammare del Golfo en Marsala. Er werd ook gefilmd in de tempel van Segesta. Op 17 oktober 2021 begonnen de filmopnames in Fez, Marokko. Het filmen was voltooid op 26 februari 2022.

### Filmmuziek
De muziek van Indiana Jones and the Dial of Destiny werd gecomponeerd door John Williams.

## Release en ontvangst
Indiana Jones and the Dial of Destiny ging op 18 mei 2023 in première op het Filmfestival van Cannes buiten competitie. De film kreeg gemengde kritieken van de filmcritici, met een score van 62% op Rotten Tomatoes, gebaseerd op 124 beoordelingen.